# (73769) Delphi
(73769) Delphi – planetoida z pasa głównego asteroid okrążająca Słońce w ciągu 7,95 lat w średniej odległości 3,98 j.a. Została odkryta 10 sierpnia 1994 roku. Przed nadaniem nazwy planetoida nosiła oznaczenie tymczasowe (73769) 1994 PN12.